# Lüle
Lüle (szlovákul Lula) község Szlovákiában, a Nyitrai kerület Lévai járásában. Kis- és Nagylüle egyesítésével jött létre.

## Fekvése
Lévától 20 km-re délnyugatra, a Garammenti dombvidék északi részén fekszik. A falu 180 m magasan van a tengerszint felett, de határa 160–230 m között váltakozik.

## Története
1226-ban említik először, helyi nemesek birtokolták. 1327-ben már említik templomát is. 1386-ban Gímes várának tartozéka, melynek vámja is volt itt. 1536-ban négy portája létezett. 1663-ban megtámadta és elpusztította a török.
A 18. század végén Vályi András így ír róla: „Nagy, és Kis Lülle. Két tót faluk Bars Várm. földes Ura az Esztergomi kis Papság, lakosai katolikusok, fekszik Verebélyhez 1 mértföldnyire, határjaik jók, vagyonnyaik jelesek.”
1828-ban Nagylüle 35 házában 221 lakos élt. Lakói főként mezőgazdaságból éltek. A hozzá tartozó Kislüle nemesi birtok volt, 1828-ban 8 házban 55 lakos élt itt.
A 19. század közepén Fényes Elek eképpen írja le: „Lűle (Kis), puszta, Bars vmegyében, Mellék filial. 37 kath. lak. Ut. p. Verebély. Lűle (Nagy), tót-magyar falu, Bars vármegyében: 218 kath., 3 ref. lak. Bora, gyümölcse elég. F. u. a Szent-István seminariuma. Ut. posta Verebély.”
Borovszky Samu monográfiasorozatának Bars vármegyét tárgyaló része szerint: „Nagylüle, a verebélyi járásban fekvő magyar kisközség, 243 róm. kath. és ev. ref. vallású lakossal. A XIV. század elején a Forgáchok birtoka volt. Később a Szent István-papnevelő birtokába került, de csakhamar a Lüley család lett a földesura, mely innen veszi a nevét. 1413-ban az egyik birtokosa Michael de Lylye. Most Lüley Arnoldnak és Császár Sándornak van itt nagyobb birtoka. 1618-ban szintén behódolt a törököknek, a kik azután 1663-ban feldúlták. Templom nincs a községben. Postája Zsitvagyarmat, távirója és vasúti állomása Verebély. Ide tartoznak Somogyfa és Kislüle puszták is.”
A trianoni diktátumig Bars vármegye Verebélyi járásához tartozott. 1938 és 1945 között újra Magyarország része lett. Termelőszövetkezete 1957-ben alakult.

## Népessége
| Év:            | 1994. | 2004.    | 2014.    | 2024.   |
| -------------- | ----- | -------- | -------- | ------- |
| Emberek száma: | 223   | 199      | 177      | 162     |
| Eltérés:       |       | -10,76 % | -11,05 % | -8,47 % |

| Év:            | 2023. | 2024. |
| -------------- | ----- | ----- |
| Emberek száma: | 162   | 162   |
| Eltérés:       |       | +0 %  |

1880-ban 192 lakosából 143 magyar és 49 szlovák anyanyelvű volt.
1890-ben 211 lakosából 183 magyar és 28 szlovák anyanyelvű volt.
1900-ban 243 lakosából 112 magyar és 131 szlovák anyanyelvű volt.
1910-ben 237 lakosából 103 magyar, 133 szlovák és 1 német anyanyelvű volt.
1921-ben 241 lakosából 49 magyar és 188 csehszlovák volt.
1930-ban 236 lakosából 25 magyar és 211 csehszlovák volt.
1941-ben 226 lakosából 173 magyar és 53 szlovák volt.
1991-ben 234 lakosából 5 magyar és 227 szlovák volt.
2001-ben 202 lakosából 197 szlovák és 4 magyar volt.
2011-ben 182 lakosából 171 szlovák és 10 magyar.
2021-ben 175 lakosából 172 szlovák, 2 magyar és 1 egyéb nemzetiségű.

## Neves személyek
- Itt született 1844-ben Lüley Tivadar csesztvei és melleki plébános.[7]

## Nevezetességei
- A községben Szűz Mária tiszteletére szentelt reneszánsz kápolna áll, melyet a 18. és a 19. században átépítettek.
- Egy dombon állnak a régi templom maradványai, szentélye keletelt, körülötte temető található.
- Egy klasszicista kúria is áll a községben, mely a 19. század elején épült, de a század végén neoklasszicista stílusban építették át.

## Külső hivatkozások
- Községinfó
- Lüle Szlovákia térképén
- A község a Barsi régió honlapján
- E-obce.sk Archiválva 2007. április 2-i dátummal a Wayback Machine-ben